# Pseudomorpha consanguinea
Pseudomorpha consanguinea är en skalbaggsart som beskrevs av Notman. Pseudomorpha consanguinea ingår i släktet Pseudomorpha och familjen jordlöpare. Inga underarter finns listade i Catalogue of Life.